# Makwate
Makwate is een dorp in het district Central in Botswana. De plaats telt 1611 inwoners (2011).